# Hymenocallis limaensis
Hymenocallis limaensis är en amaryllisväxtart som beskrevs av Hamilton Paul Traub. Hymenocallis limaensis ingår i släktet Hymenocallis och familjen amaryllisväxter. Inga underarter finns listade i Catalogue of Life.